# Người Mỹ trầm lặng
Người Mỹ trầm lặng (nguyên tác tiếng Anh: The Quiet American) là một tiểu thuyết xuất bản lần đầu năm 1955 bởi tác giả người Anh Graham Greene.
Được kể lại trong ngôi thứ nhất của nhà báo Thomas Fowler, cuốn tiểu thuyết mô tả sự tan vỡ của chủ nghĩa thực dân Pháp ở Việt Nam và sự can dự của người Mỹ vào Chiến tranh Việt Nam. Một tuyến truyện phụ liên quan đến mối tình tay ba giữa Fowler, một nhân viên CIA người Mỹ tên là Alden Pyle và Phượng, một phụ nữ trẻ người Việt.
Cuốn tiểu thuyết ngầm đặt ra câu hỏi về nền tảng của sự dính líu ngày càng tăng của người Mỹ tại Việt Nam vào những năm 1950, tiểu thuyết mang nét độc đáo trong việc khám phá chủ đề này thông qua các liên kết giữa ba nhân vật chính của nó – Fowler, Pyle và Phượng. Cuốn tiểu thuyết đã nhận được nhiều sự chú ý do dự đoán về kết quả của Chiến tranh Việt Nam và chính sách đối ngoại tiếp theo của Mỹ kể từ những năm 1950. Greene miêu tả Pyle như bị mù quáng bởi chủ nghĩa ngoại lệ Hoa Kỳ (American exceptionalism), đến mức anh ta không thể nhìn thấy những tai họa mà anh ta mang lại cho người Việt Nam. Cuốn sách sử dụng những trải nghiệm của Greene với tư cách là phóng viên chiến trường của The Times và Le Figaro ở Đông Dương thuộc Pháp những năm 1951–1954. Ông rõ ràng đã được truyền cảm hứng để viết Người Mỹ trầm lặng trong tháng 10 năm 1951, khi lái xe trở về Sài Gòn từ tỉnh Bến Tre. Ông đi cùng với một nhân viên cứu trợ người Mỹ, người đã giảng giải cho ông về việc tìm kiếm một "lực lượng thứ ba tại Việt Nam".
Cuốn tiểu thuyết được chuyển thể thành hai bộ phim khác nhau, một vào năm 1958 và một phim khác vào năm 2002. 